# Географічне поширення російської мови у світі
Після розпаду СРСР статус російської мови в пострадянських країнах часто був суперечливим. Деякі держави почали проводити політику дерусифікації.

Пропорції російськомовних мовців за країнами:
0-1% російськомовних
1-9% російськомовних
10-19% російськомовних
20-29% російськомовних
30-39% російськомовних
40-49% російськомовних
50%+ російськомовних

Після розпаду Російської імперії в 1917 р. дерусифікація відбулася у новостворених незалежних Фінляндії, Польщі, Естонії, Латвії, Литві та Карській області, яка стала частиною Туреччини.
У 1920-х роках в Радянському Союзі проводилась політика коренізації, яка частково була спрямована на скасування царської русифікації неросійських районів країни. «Коренізація», означає «націоналізацію» або, буквально «вкорінення». Полягала у сприянні представникам титульних націй в радянських республіках і національних меншин на нижчих рівнях адміністративного поділу держави, в місцевих органах влади, управління, бюрократії і партноменклатури у відповідних національних організаціях.
Йосип Сталін головним чином змінив реалізацію «коренізації», що проявилось не стільки в зміні букви закону, скільки у зниженні його практичних наслідків та де-факто русифікації. Російська мова була значною мірою пропагована як «мова міжетнічного спілкування». Зрештою, 1990 року російська мова стала легально офіційною загальносоюзною мовою Радянського Союзу, а республіки, що входять до її складу, мали право оголошувати свої власні офіційні мови.
Після розпаду Радянського Союзу 1991 року близько 25 мільйонів росіян (близько 1/6 колишніх радянських росіян) опинилися за межами Росії, що склало близько 10 % населення пострадянських держав, крім Росії. Багато мільйонів з них згодом стали біженцями через різні міжнаціональні конфлікти.

## Статистика

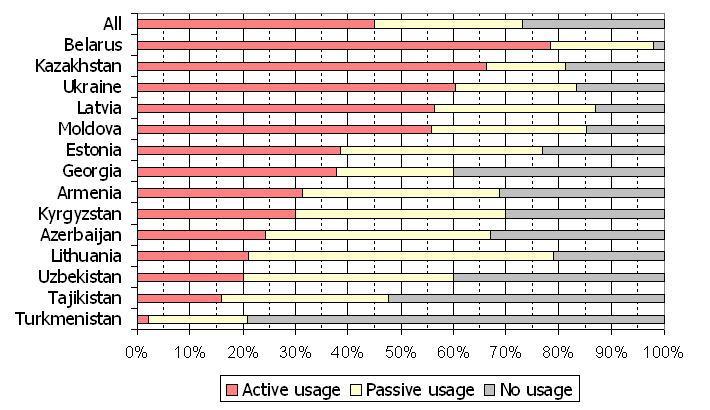
Російськомовні у країнах колишнього СРСР, 2004

### Носії мови
| Країна          | Мовці      | Відсоток | Рік  | Посилання         |
| --------------- | ---------- | -------- | ---- | ----------------- |
| Вірменія        | 23,484     | 0.8 %    | 2011 | [ 5 ]             |
| Австралія       | 44,058     | 0.2 %    | 2012 | [ 5 ]             |
| Австрія         | 8,446      | 0.1 %    | 2001 | [ 5 ]             |
| Азербайджан     | 122,449    | 1.4 %    | 2009 | [ 5 ]             |
| Білорусь        | 6,672,964  | 70.2 %   | 2009 | [ 5 ] [ прим. 1 ] |
| Канада          | 112,150    | 0.3 %    | 2011 | [ 5 ]             |
| Хорватія        | 1,592      | 0.04 %   | 2011 | [ 5 ]             |
| Кіпр            | 20,984     | 2.5 %    | 2011 | [ 5 ]             |
| Чехія           | 31,622     | 0.3 %    | 2011 | [ 5 ]             |
| Естонія         | 383,118    | 29.6 %   | 2011 | [ 5 ]             |
| Фінляндія       | 77,777     | 1.5 %    | 2017 | [ 5 ]             |
| Грузія          | 45,920     | 1.2 %    | 2014 | [ 5 ]             |
| Гвінея-Бісау    | 2,104      | 0.14 %   | 2009 | [ 5 ]             |
| Казахстан       | 3,793,800  | 21.2 %   | 2017 | [ 6 ]             |
| Киргизстан      | 482,200    | 8.9 %    | 2009 | [ 7 ]             |
| Латвія          | 698,757    | 33.8 %   | 2011 | [ 5 ]             |
| Литва           | 218,383    | 7.2 %    | 2011 | [ 5 ]             |
| Маврикій        | 40         | 0.003 %  | 2011 | [ 5 ]             |
| Молдова         | 264,162    | 9.7 %    | 2014 | [ 8 ]             |
| Нова Зеландія   | 7,896      | 0.2 %    | 2006 | [ 5 ]             |
| Норвегія        | 16,833     | 0.3 %    | 2012 | [ 5 ]             |
| Польща          | 21,916     | 0.1 %    | 2011 | [ 5 ]             |
| Румунія         | 18,946     | 0.09 %   | 2011 | [ 5 ]             |
| Сербія          | 3,179      | 0.04 %   | 2011 | [ 5 ]             |
| Словаччина      | 1,866      | 0.03 %   | 2001 | [ 5 ]             |
| Таджикистан     | 40,598     | 0.5 %    | 2012 | [ 5 ]             |
| Україна         | 14,273,670 | 29.6 %   | 2001 | [ 5 ]             |
| Сполучені Штати | 879,434    | 0.3 %    | 2013 | [ 9 ]             |

### Носії рідної мови та інші, хто має іншурідну мову, ніж використовувана мова
| Країна              | Мовці       | Відсоток | Рік  | Посилання          |
| ------------------- | ----------- | -------- | ---- | ------------------ |
| Вірменія            | 1,591,246   | 52.7 %   | 2011 | [ 10 ]             |
| Азербайджан         | 678,102     | 7.6 %    | 2009 | [ 11 ]             |
| Естонія             | 928,655     | 71.7 %   | 2011 | [ 12 ] [ прим. 3 ] |
| Казахстан           | 10,309,500  | 84.8 %   | 2009 | [ 13 ] [ прим. 4 ] |
| Киргизстан          | 1,854,700   | 49.6 %   | 2009 | [ 7 ] [ прим. 5 ]  |
| Литва               | 1,917,500   | 63.0 %   | 2011 | [ 14 ]             |
| Російська Федерація | 137,494,893 | 96.2 %   | 2010 | [ 5 ] [ прим. 6 ]  |
| Таджикистан         | 1,963,857   | 25.9 %   | 2010 | [ 15 ]             |

### Невизначено
| Країна       | Спікери   | Відсоток | Рік  | Посилання |
| ------------ | --------- | -------- | ---- | --------- |
| Ізраїль      | 1,155,960 | 15 %     | 2011 | [ 16 ]    |
| Туркменістан | 700,500   | 12.8 %   | 2017 | [ 6 ]     |
| Узбекистан   | 650,000   | 2.1 %    | 2017 | [ 6 ]     |

## Азія

### Вірменія
У Вірменії офіційного статусу російської мови не існує, але вона визнається мовою меншини в рамках Рамкової конвенції про захист національних меншин. За даними Demoskop Weekly, 2004 року в країні було 15 тисяч носіїв російської мови та 1 мільйон активних мовців. 30 % населення 2006 року володіє російською мовою, а 2 % — як основною мовою в сім'ї, з друзями або на роботі. На мовців російської мови припадає 1,4 % населення за підрахунками 2009 року з Всесвітнього інформаційного бюлетеня.
2010 року при значному відставанні від русифікації Вірменія проголосувала за повторне запровадження російськомовних шкіл.

### Азербайджан
В Азербайджані російська мова не має офіційного статусу, але є мовою лінгва франка в країні.. За даними Demoskop Weekly, 2004 року в країні було 250 000 носіїв російської мови та 2 млн активних мовців. 26 % населення 2006 року володіє російською мовою, а 5 % — як основною мовою в сім'ї, з друзями або на роботі.
За результатами дослідження 2005—2006 років було виснувано, що чиновники не вважали російську мову загрозою зміцненню ролі азербайджанської мови в незалежному Азербайджані. Швидше за все, Росія продовжує мати значення через територіальну близькість Росії та міцні економічні та політичні зв'язки. Проте, було зрозуміло, що для того, щоб бути успішним, громадянам потрібно володіти азербайджанською мовою.

### Грузія
У Грузії російська мова немає офіційного статусу, але мову визнано як мова меншини в рамках Рамкової конвенції про захист національних меншин. За даними Demoskop Weekly, 2004 року в країні було 130 000 носіїв російської мови та 1,7 млн активних мовців. 27 % населення 2006 року володіє російською мовою, а 1 % — як основною мовою в сім'ї, з друзями або на роботі. Російська мова охоплює 9 % населення згідно з Всесвітнім довідником. Етнолог називає російську мову де-факто робочою мовою країни.
Грузинізація була проведена з більшістю офіційних та приватних позначок лише за допомогою грузинської мови, причому англійська мова була сприятливою іноземною мовою. Винятки старіших позначок залишаються з радянських часів, які, як правило, складаються з двомовного подання: грузинською та російською мовами. Приватні позначки та рекламні в Самцхе-Джавахетському краї, де проживає більшість вірменського населення, зазвичай є лише російською або грузинською та російською мовами. У регіоні Борчали, в якому проживає більшість етнічних азербайджанців, позначки та реклама часто є лише російською, на грузинській та азербайджанській, чи грузинській та російській мовах. Дерусифікація не проводилася в районах, які не контролює грузинський уряд — Абхазію і Південну Осетію.

### Ізраїль
За даними перепису населення 1999 року, в Ізраїлі говорять російською мовою щонайменше 1 000 000 етнічних євреїв з колишнього Радянського Союзу. Ізраїльська преса та сайти регулярно публікують матеріали російською мовою.

### Казахстан
У Казахстані російська мова не є державною, але відповідно до статті 7 Конституції Казахстану її використання є рівним статусу казахської мови в державній та місцевій адміністрації. За даними Demoskop Weekly, 2004 року в країні проживало 4200000 носіїв російської мови та 10 млн активних мовців. 63 % населення 2006 року володіє російською мовою, а 46 % — як основною мовою в сім'ї, з друзями або на роботі. Згідно з оцінкою 2001 року з Всесвітнього довідника, 95 % населення можуть говорити по-російськи. Великі російськомовні громади все ще існують на півночі Казахстану, а етнічні росіяни складають 25,6 % населення Казахстану. За даними перепису населення 2009 року, 10 309 500 осіб або 84,8 % населення віком від 15 років могли добре читати та писати російською мовою, а також розуміти розмовну мову.

### Киргизстан
У Киргизстані російська мова є офіційною мовою за статтею 5 Конституції Киргизстану. За даними Demoskop Weekly, 2004 року в країні проживало 600 000 носіїв російської мови та 1,5 млн активних мовців. 38 % населення 2006 року володіє російською мовою, а 22 % — як основною мовою в сім'ї, з друзями або на роботі.
Перепис населення за 2009 р. свідчить, що 482,2 тис. жителів володіють російською мовою рідною мовою, в тому числі 419 тис. етнічних росіян та 63,2 тис. інших етнічних груп, загалом 8,99 % населення. Крім того, 1 854 700 жителів Киргизстану віком від 15 років і вище вільно володіють російською мовою як другою мовою або 49,6 % населення вікової групи.
За винятком самої Росії та Білорусі, із всіх пострадянських держав російська мова має найсильніші позиції в Киргизстані. Російська мова залишається напівофіційною з киргизькою мовою, яка залишається написаною кирилицею. Російська мова залишається домінантною мовою бізнесу та у верхніх рівнях правління. Засідання парламенту рідко проводяться в Киргизькій Республіці, але переважно відбуваються російською мовою. 2011 року президент Роза Отунбаєва суперечливо відновила дискусію щодо того, що киргизи стають панівними в країні.

### Таджикистан
У Таджикистані російська мова є мовою міжетнічного спілкування відповідно до Конституції Таджикистану. За даними Demoskop Weekly, 2004 року в країні було 90 000 носіїв російської мови та 1 млн активних мовців. 2006 року 28 % населення володіло російською мовою, а 7 % — як основною мовою в сім'ї, з друзями або на роботі. у Всесвітньому інформаційному бюлетені зазначається, що російська мова широко використовується в уряді та бізнесі.
Після незалежності таджицька мова була оголошена єдиною державною мовою і до 2009 року російська була названа «мовою для міжетнічного спілкування». Закон 2009 року постановляє, що всі офіційні документи та освіта в країні повинні проводитися лише таджицькою мовою. Проте закон також постановляє, що всі етнічні групи меншин в країні мають право вибрати, в якій мові вони хочуть, щоб їхні діти отримали освіту.

### Туркменістан
Туркменістан переслідував інтенсивну дерусифікацію і був першим у Центральній Азії (1991 р.), хто змінив алфавіт місцевої мови (у цьому випадку туркменський) на латинський. Росія втратила свій статус офіційної лінгва франка 1996 року. За оцінками Demoskop Weekly, 2004 року в країні було 150 000 носіїв російської мови та 100 000 активних мовців. На російськомовних мовців припадає 12 % населення за недатованою оцінкою з Всесвітнього фактографічного журналу.
Ситуація в Туркменістані відрізняється від інших країн Центральної Азії: тоді як сотні туркменських студентів відвідують школу в Росії, сприятливі візові умови привертають до Туреччини набагато більше туркменів, як незаконних робітників, так і студентів. Туркменці тісно пов'язані з Туреччиною. Хоча російські телеканали в основному були закриті в Туркменістані, — в країні широко доступні турецькі супутникові програми. Турецькі школи сьогодні заповнюють прогалини, що залишилися після закриття російськомовних шкіл, і в Туркменістані діє понад 600 турецьких компаній.

### Узбекистан
В Узбекистані російська мова не має офіційного статусу, але є лінгвою франка в країні. За даними Demoskop Weekly, 2004 року в країні було 120000 носіїв російської мови та 5 млн активних мовців. На російськомовних припадає 14,2 % населення за недатованою оцінкою з Всесвітнього фактографічного журналу.
Після незалежності Узбекистану 1991 року, узбецька культура пройшла три напрямки русифікації, створення національної ідентичності Узбекистану та вестернізації. Узбецька держава в основному просувала ці тенденції через освітню систему, що особливо ефективно, оскільки майже половина населення Узбекистану є особами шкільного віку або молодше.
Оскільки узбецька мова стала офіційною і привілейованою при прийманні на роботу і звільненні, в Узбекистані спостерігається відтік мізків етнічних росіян. Зсув російськомовного населення від промислової сфери, науки та освіти ослабив ці сфери. Внаслідок цієї еміграції участь в російських культурних центрах, як Державна академія Великого театру в Узбекистані, серйозно знизилася.
У столиці Ташкент статуї лідерів російської революції були зняті та замінені місцевими героями, такими як Тимур, а назви міських вулиць російського стилю були узбекінізовані. 1995 року Узбекистан постановив, щоб узбецький алфавіт змінився з російського на основі кирилиці на модифікований латинський алфавіт, а 1997 року узбецька мова стала єдиною мовою державної адміністрації.

### Решта Азії
2005 року російська мова була найширшого викладання як іноземна мова в Монголії, і 2006 року є обов'язковою в 7-річному віці й далі, як другою іноземною мовою.
Невелика кількість людей в Афганістані також розмовляє російською мовою як другою мовою.

## Європа

### Білорусь

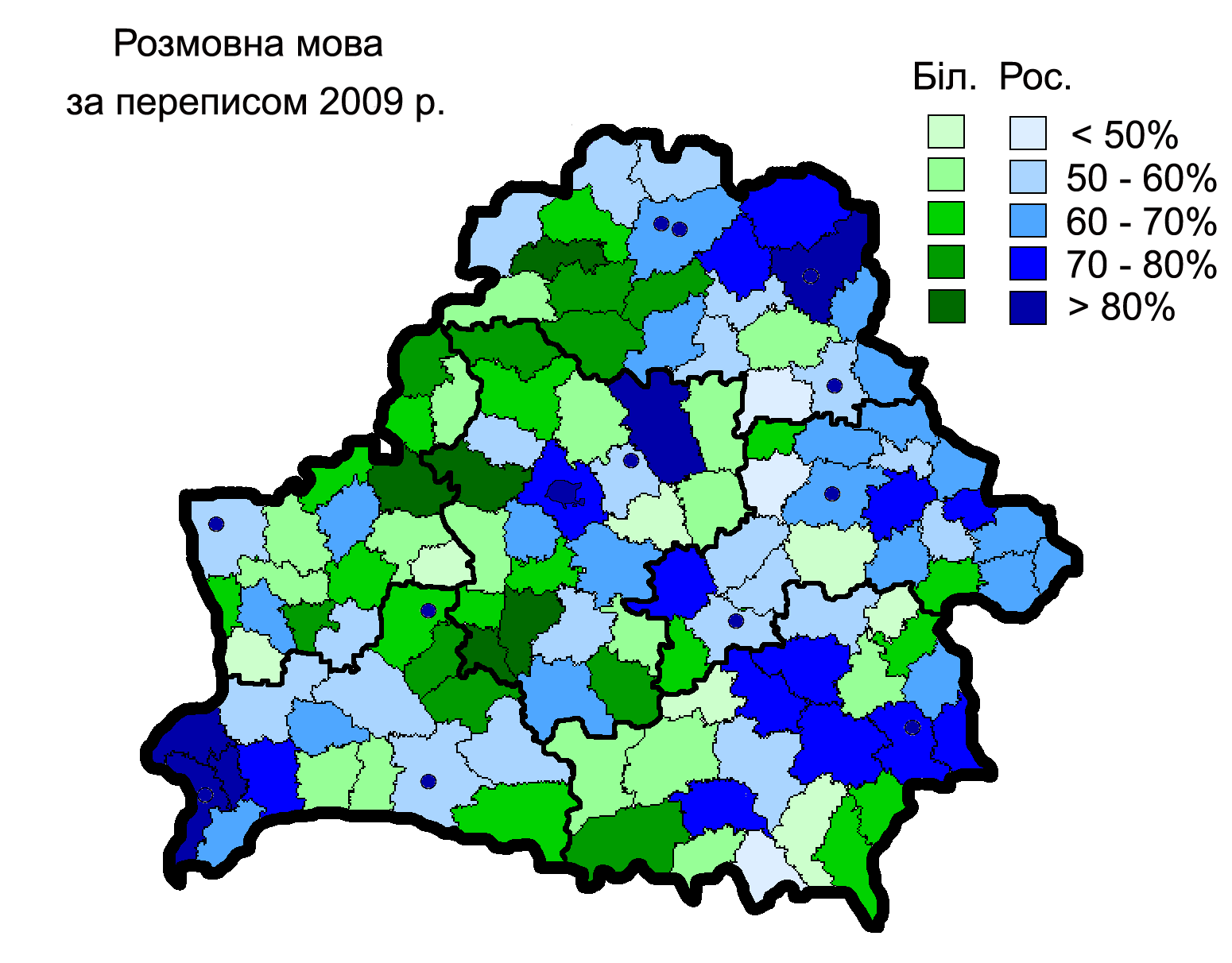
Мови Білорусі за даними перепису населення 2009 року (синім позначено російську)

У Білорусі російська мова є напівофіційною разом з білоруською за Конституцією Білорусі. За даними Demoskop Weekly, 2004 року в країні проживало 3 243 000 носіїв російської мови та 8 млн активних мовців. 2006 року 77 % населення вільно володіли російською мовою, а 67 % — як основною мовою в сім'ї, з друзями або на роботі.
Спочатку, коли Білорусь стала незалежною 1991 року, а білоруська мова стала єдиною державною мовою, почалася дерусифікація. Однак, після того, як Олександр Лукашенко став президентом Білорусії, на референдумі, проведеному 1995 року (вважається шахрайським в Організації з безпеки і співпраці в Європі) було включено питання про статус російської мови, після чого російську мову було зроблено державною мовою разом з білоруською.
У більшості сфер у країні російська мова є безперечно домінантною. Фактично, майже вся державна інформація та вебсайти представлені лише російською мовою.

### Болгарія
Болгарія має найбільшу частку російськомовних опитаних серед європейських країн, які не входили до складу СРСР. Відповідно до огляду Євробарометра 2012 року, 19 % населення розуміє російську мову досить добре, щоб стежити за новинами, телебаченням або радіо.

### Естонія

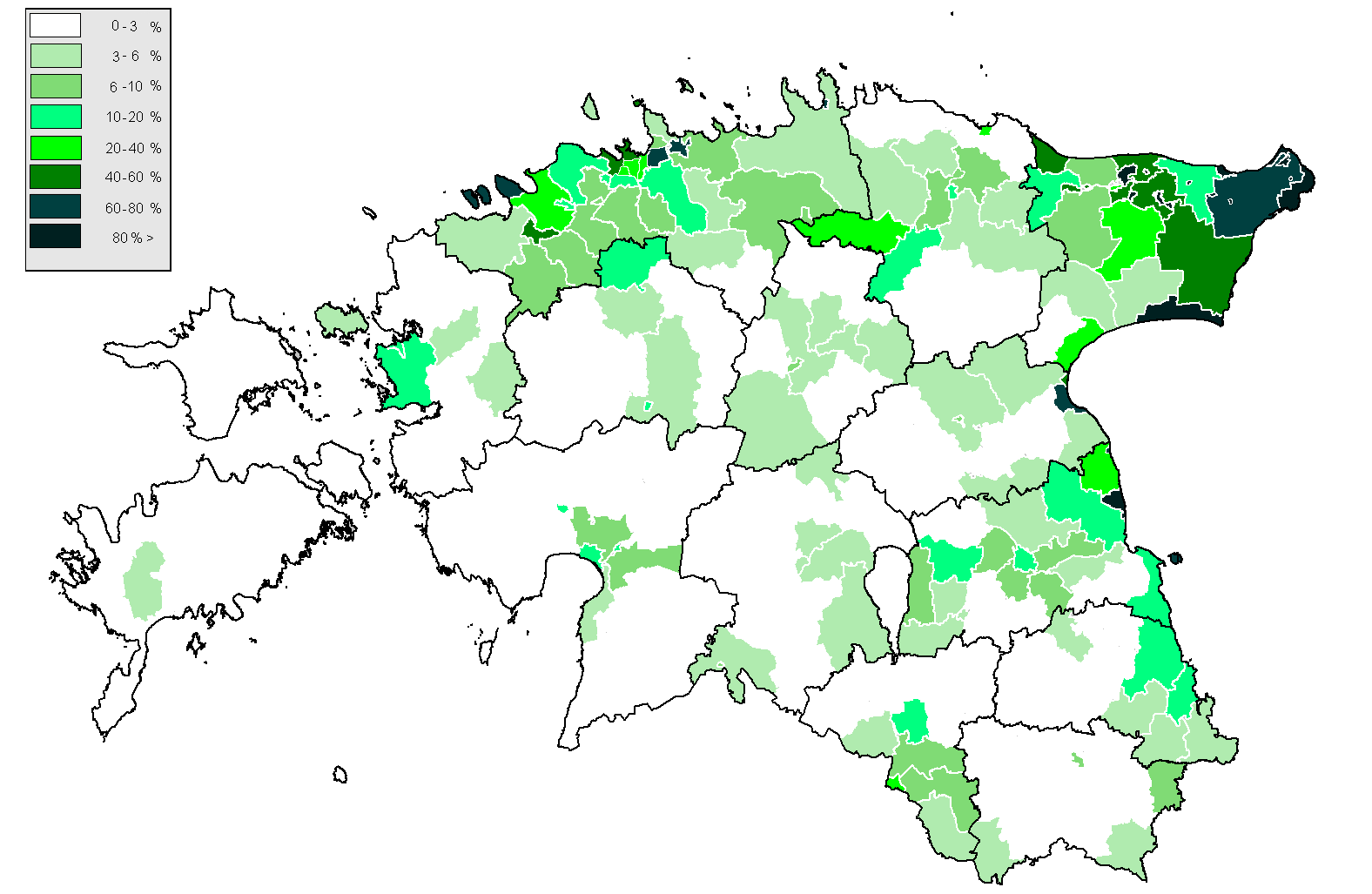
Русофонське населення в Естонії

В Естонії російська мова офіційно вважається іноземною. За даними Demoskop Weekly, 2004 року в країні було 470 тисяч носіїв російської мови та 500 тисяч активних мовців. 35 % населення 2006 року володіє російською мовою, а 25 % — як основною мовою в сім'ї, з друзями або на роботі. На російськомовних приходиться 29,6 % населення за даними оцінки Всесвітнього фактографічного журналу 2011 року.
Етнічні росіяни складають 25,5 % поточного населення країни, і 58,6 % жителів естонського населення також здатні говорити по-російськи. Всього 67,8 % населення Естонії може говорити по-російськи. Проте послуговування російською мовою швидко зменшується серед молодших естонців (передусім замість послуговування англійською). Наприклад, якщо 2000 року 53 % етнічних естонців з 15 до 19 років говорили російською мовою, то серед 10-14-річних груп послуговування російською мовою знизилося до 19 % (що становить приблизно одну третину від відсотка тих, хто претендує на володіння англійською мовою в тій же віковій групі).
2007 року Amnesty International рішуче критикувала те, що вона називає «переслідуванням» російських мовців. 2010 року інспекція Естонської мови посилила перевірки на робочих місцях, щоб гарантувати, що державні службовці розмовляють естонською мовою на прийнятному рівні. Це включало перевірки вчителів у російських середніх школах. Amnesty International продовжує критикувати естонську політику, заявляючи, що «неестонським мовцям, переважно з боку російськомовної меншини, відмовлено у працевлаштуванні через офіційні мовні вимоги до різних професій в приватному секторі та майже всіх професій в державному секторі. Не мають доступу до недорогого мовного тренінгу, який би дозволив їм отримати кваліфікацію на роботу».

### Фінляндія
Російською мовою говорять 1,4 % населення Фінляндії за підрахунками 2014 року з Всесвітнього фактографічного журналу. Російська мова є третьою найбільш поширеною розмовною рідною мовою у Фінляндії і однією з найбільш швидкорослих з погляду носіїв мови, а також ув учнів як іноземна мова.
Російська мова стає все більш помітною завдяки збільшенню торгівлі та туризму з Російською Федерацією та іншими російськомовними країнами та регіонами. Існує постійно зростальний попит на знання російської мови на робочому місці, що також відбивається в її наростальній присутності у фінській системі освіти, включаючи вищу освіту. У Східній Фінляндії російська вже почала конкурувати шведською мовою як другою найважливішою іноземною мовою.

### Німеччина
Німеччина має найвищий показник російськомовного населення за межами колишнього Радянського Союзу в кількості, приблизно, 3 мільйонами людей. Вони поділяються на три групи (від найбільших до найменших): російськомовні етнічні німці (Ауссідлер), етнічні росіяни та євреї.

### Латвія

Відсоток російськомовних у різних регіонах Латвії, опитані при переписі 2011 року

1988 р. Латвійська Радянська Соціалістична Республіка оголосила латиську мову єдиною офіційною мовою Радянської Латвії.
Попри великі російськомовні меншини в Латвії (26,9 % етнічних росіян, 2011 рік), російська мова офіційно вважається іноземною. 2006 року 55 % населення володіло російською мовою, а 26 % — як основною мовою в сім'ї, з друзями або на роботі.
У березні 2010 р. Довідки з російської мови, підготовлені представництвами виконавчої влади ЄС у Латвії, були зняті, провокуючи критику від Плайду Кемри, члена Європейського парламенту та Європейського Вільного Альянсу, президента Джилл Еванс, який закликала Європейську Комісію продовжувати надавати інформацію на неофіційних мовах ЄС та коментувала що «це розчарована чути, що ЄС сподівається на те, щоб таким чином виключити російську мову в Прибалтиці».
Через нещодавні реформи середньої школи в Латвії (за якою уряд виплачує значну суму школі для викладання державною мовою) кількість навчальних предметів, вивчених російською мовою, зменшилась у країні.
На Конституційному референдумі, який відбувся в лютому 2012 року, було запропоновано до вибору питання, чи варто внести поправки до Конституції, які б зробили російську другою державною мовою Латвії. Це питання було поставлено на референдум, але +821722 (75 %) виборців проголосували проти по порівнянні з 273,347 (25 %) котрі були «за». Критикується, що близько 290 тисяч із 557119 (2011 р.) етнічних росіян в Латвії є негромадянами і не мають права голосу, однак, зробивши припущення, що всі вони проголосували за запропоновані на референдумі поправки, це однаково не створило б перевагу.

### Литва
25 січня 1989 р. Президія Верховної Ради Литовської РСР визначила литовську мову «основним засобом офіційного спілкування» для всіх підприємств, установ та організацій в Литовській РСР, за винятком радянської армії. У конституції, прийнятої 1992 року, литовська мова була явно виражена як державна мова.
У Литві російська мова не є офіційною, але вона як і раніше зберігає функцію лінгва франка. За даними Demoskop Weekly, у 2004 році в країні було 250 000 носіїв російської мови та 500 000 активних мовців. 2006 року 20 % населення володіло російською мовою, а 3 % — послуговувалися нею як основною мовою в сім'ї, з друзями або на роботі. На відміну від двох інших країн Балтії, Литва має порівняно невелику російськомовну меншість (5,0 % 2008 року).
2011 року 63 % населення Литви, або 1917,5 тис. осіб, володіли російською мовою.

### Молдова
У Молдові російська мова вважається мовою міжетнічного спілкування в радянському законодавстві. За даними Demoskop Weekly, 2004 року в країні було 450 000 носіїв російської мови та 1,9 млн активних мовців. 2006 року 50 % населення володіло російською мовою, а 19 % —— як основною мовою в сім'ї, з друзями або на роботі. Російська мова — це мова, якою зазвичай говорять 16 % молдаван, згідно з оцінкою 2004 року з Всесвітнього фактологічого журналу.
Російська має напівофіційний статус поряд з румунською мовою в автономіях Гагаузії та Придністров'я в Молдові.

### Росія
За даними перепису населення 2010 року в Росії вміння володіти російською мовою становило 138 млн осіб (99,4 % населення), тоді як за даними перепису 2002 року — 142,6 млн осіб (99,2 % населення). Серед резидентів міста 101 млн населення (99,8 % населення) володіли російською мовою, а в сільській місцевості — 37 млн. Осіб (98,7 % населення). Чисельність корінних російськомовних жителів 2010 року становила 118,6 мільйона або 85,7 %, що трохи перевищує кількість етнічних росіян (111 мільйонів, 80,9 %).
Російська мова є офіційною мовою Росії, хоча вона має офіційний статус на регіональному рівні з іншими мовами в численних етнічних автономіях Росії, таких як Чувашія, Башкортостан, Татарстан та Якутія. 94 % школярів в Росії отримують освіту переважно російською мовою.
У Дагестані, Чечні та Інгушетії дерусифікація розцінюється не стільки в безпосередньому зникненні російської мови та культури, скільки внаслідок виїзду самих російськомовних людей, що загострився після Першої та Другої чеченських воєн, ісламізації і до 2010 року досяг критичної точки. Зсув російськомовного населення від промислової сфери, науки та освіти ослабив ці сфери.
У Республіці Карелія 2007 року було оголошено про те, що карельська мова повинна використовуватися на національних заходах, одначе російська мова є єдиною офіційною мовою (карельська мова є однією з декількох «національних» мов), і практично все діловодство та освіта ведеться російською мовою. 2010 року менш як 8 % населення республіки були етнічними карелами.
Повідомляється, що русифікація продовжується в Марій Ел.

### Україна

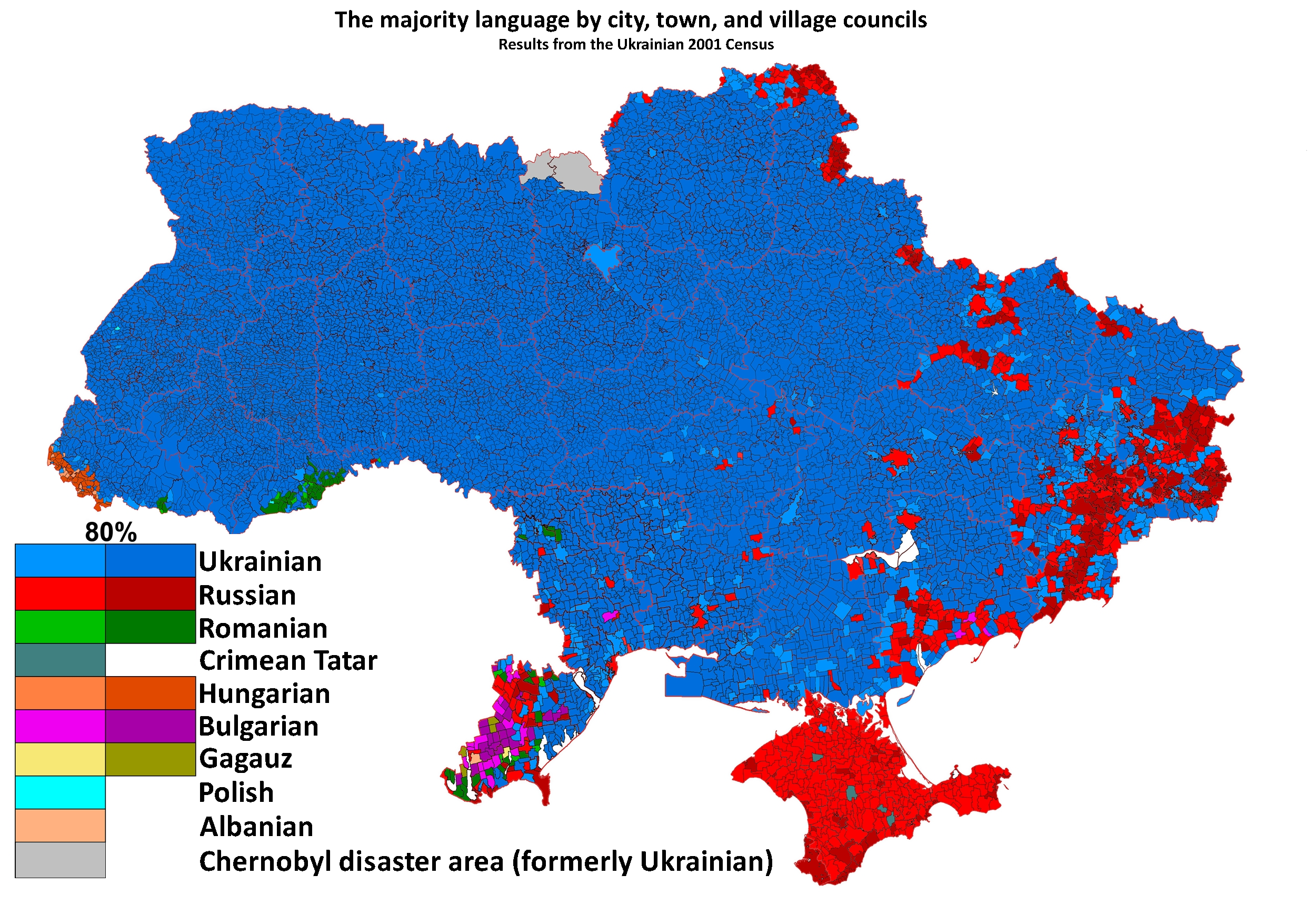
Російськомовне населення в Україні (показане червоним кольором)

За Конституцією України 1996 року, російська мова розглядається як мова міжетнічного спілкування та мова меншин. За даними Demoskop Weekly, 2004 року в країні було 14 400 000 носіїв російської мови та 29 млн активних мовців. 65 % населення вільно володіють російською мовою 2006 року, а 38 % — як основною мовою в сім'ї, з друзями або на роботі.
1990 року російська мова стала юридично офіційною загальносоюзною мовою Радянського Союзу, з установчими республіками, що мають право оголошувати свої власні офіційні мови. Раніше 1989 року уряд УРСР прийняв українську мову як офіційну мову, яка з розпаду Радянського Союзу була затверджена як єдина офіційна державна мова незалежної України. Освітня система в Україні була перетворена протягом першого десятиріччя незалежності з системи, яка переважно була російською, в систему, в якій понад 75 % навчальних закладів є українськомовними. Уряд також закріпив поступово зростальну роль українців у засобах масової інформації та торгівлі.
В опитуванні липня 2012 р. За оцінками 55 % опитаних (українці віком старше 18 років) вважали, що їх рідна мова була швидше українською, а 40 % — швидше російською, 5 % не могли визначитися, яка мова є їх рідною). Однак перехід в більшості не мав суперечок, які оточували дерусифікацію в ряді інших колишніх радянських республік.
У деяких випадках різка зміна мови навчання в установах середньої та вищої освіти призвела до звинувачення в асиміляції, що було викликано переважно з боку російськомовного населення. На різних виборах прийняття російської мови як офіційної мови було обіцянками для виборів одного з головних кандидатів (Леонід Кучма 1994 року, Віктор Янукович 2004 року та Партія регіонів 2012 року). Після введення 2012 року законодавства про мови в Україні, російська мова була оголошена «регіональною мовою» у кількох південних і східних частинах України. 28 лютого 2018 року Конституційний Суд України визнав це законодавство неконституційним.

### Решта Європи
У 20 столітті російська мова була обов'язковою мовою, яка викладається в школах членів старого Варшавського договору та в інших країнах, які колись були сателітами СРСР. Зокрема, ці країни включають Польщу, Болгарію, Чехію, Словаччину, Угорщину, Албанію, колишню Східну Німеччину та Кубу. Проте молоді покоління, як правило, не володіють нею, тому що російська мова більше не є обов'язковою у шкільній системі. Згідно з дослідженням «Євробарометр-2005» однак, у деяких країнах, зокрема, у тих, де люди говорять слов'янською мовою, вони володіють достатньо високим рівнем (20-40 %), а також володіють перевагами вивчення російської мови (зокрема, Польща, Чехія, Словаччина та Болгарія).
Значні російськомовні групи також існують у Західній Європі. Вони були утворені кількома хвилями іммігрантів з початку XX століття, кожен зі своїм смаком мови. Велика Британія, Іспанія, Португалія, Франція, Італія, Бельгія, Греція, Норвегія та Австрія мають значні російськомовні громади.
За даними перепису Ірландії 2011 року, в країні було 21 639 осіб, які використовують російську мову як рідну мову. Проте з цього лише 13 % були громадянами Росії. 20 % володіли ірландським громадянством, тоді як 27 % та 14 % — паспортами Латвії та Литви відповідно.
За даними перепису населення 2011 року на Кіпрі було 20 984 російськомовних, що становить 2,5 % населення. Російською мовою говорить 1,6 % угорського населення за підрахунками 2011 року з Всесвітнього фактичного журналу.

## Світ

### Америка
Мова вперше була представлена в Північній Америці, коли російські дослідники подорожували на Аляску і повідомили про неї в Росії протягом 1700-х років. Хоча більшість російських колоністів залишили території після того, як Сполучені Штати купили землю 1867 року, жменька залишилася і зберегла російську мову в цьому регіоні донині, хоча залишилося лише кілька людей похилого віку цього унікального діалекту. Значні російськомовні громади також існують у Північній Америці, особливо у великих міських центрах США та Канади, таких як Нью-Йорк, Філадельфія, Бостон, Лос-Анджелес, Нашвілл, Сан-Франциско, Сіетл, Спокен, Торонто, Балтимор, Маямі, Чикаго, Денвер та Клівленд. У багатьох місцях вони випускають власні газети та живуть в етнічних анклавах (особливо покоління іммігрантів, які почали приходити на початку 1960-х років). Однак близько 25 % з них є етнічними росіянами. До розпаду Радянського Союзу, переважна більшість російськомовних в Брайтон-Біч, Бруклін в Нью-Йорку були російськомовні євреї. Згодом приплив з країн колишнього Радянського Союзу дещо змінив статистику, коли етнічні росіяни та українці іммігрували разом з ще кількома російськими євреями та центральноазійцями. За даними перепису Сполучених Штатів, 2007 року російська мова була основною мовою, якою говорили в будинках понад 850 000 осіб, які проживають у США.
Є невелика спільнота російських бразильців, які продовжували користуватися російською мовою, переважно в глибині південного штату Парана в Бразилії.

### Австралія
Австралійські міста Мельбурн і Сідней мають російськомовне населення, з більшістю росіян, що живуть на південному сході Мельбурна, зокрема передмістя Карнегі та Калфілда. Дві третини з них — це фактично російськомовні нащадки німців, греків, євреїв, азербайджанців, вірменів або українців, які або репатріювали після розпаду СРСР, або просто шукають тимчасову роботу